# Hypseleotris compressocephalus
Hypseleotris compressocephalus is een straalvinnige vissensoort uit de familie van slaapgrondels (Eleotridae). De wetenschappelijke naam van de soort is voor het eerst geldig gepubliceerd in 1985 door Chen.